# 極道の門
極道の門（ごくどうのもん）は、村上和彦の劇画作品、および、それを原作とする映画、Vシネマ。映像化は3作製作、発売されており、渡辺裕之版（1994年 - 1995年）、小沢仁志版 村上和彦映像化100本記念作品（2005年）、木村一八版（2018年 - ）がある。タイトルは小沢仁志版のみ『修羅の門』となっている。2024年12月現在、木村一八版『極道の門』の最新巻は第九部。

## ストーリー
村田龍治が尾形組二代目を継承し大阪の極道社会を登りつめていく物語。

## 渡辺裕之版『極道の門』

### キャスト
- 二代目大政組組員 村田龍治：渡辺裕之
- 安西夏（大田黒の愛人、村田の幼馴染）：中島宏海
- 石田信之
- 二代目大政組組長 鹿島剛介：本郷功次郎
- 義道会会長 大田黒豊春：渡辺哲
- 二代目大政組若頭 赤垣常雄：結城哲也
- 龍泉寺住職 藤村壮海：小栗一也
- 大浜組組長 大浜鶴吉：根上淳
- 大浜組若頭 根来達男：石山雄大
- 宮内洋（2）
- 媒酌人：村上和彦（2）

### スタッフ
- 監督：白井政一
- 製作：山地浩（ギャガ・コミュニケーションズ）
- 企画：末吉博彦・結城哲也
- 脚本：菊地昭典
- 企画協力：HEISEIプロ
- 制作：スコルピオン
- 発売・販売元：タキ・コーポレーション

### ソフトリリース
VHSのみ
| タイトル                    | ジャケットコピー                             | 発売日         | 備考                   |
| --------------------------- | -------------------------------------------- | -------------- | ---------------------- |
| 極道の門 実録・大阪頂上戦争 | おんどれら、まとめて地獄に行けや…            | 1994年11月25日 | 1994年10月15日劇場公開 |
| 極道の門 二代目・流血の盃   | 極道の筋目、通させてもらうで。               | 1995年2月3日   |                        |
| 極道の門 最後の首領(ドン)   | 抗・争・終・結──そして男は‘‘伝説’’となった！ | 1995年4月7日   |                        |

## 小沢仁志『修羅の門』
村上和彦映像化100本記念作品。

### キャスト
- 二代目大政組尾形組 村田龍治：小沢仁志
- 二代目大政組若頭補佐 尾形組組長 尾形敬三：白竜
- 二代目大政組：石橋保
- 二代目大政組組長 鹿島剛介：川地民夫
- 二代目大政組若頭 赤垣組組長 赤垣常雄：岡崎二朗
- 藤堂組組長 藤堂鶴吉：小林勝彦
- 藤堂組若頭：高木淳也（特別出演）
- 龍泉寺住職 藤村壮海：山本昌平
- 真樹日佐夫
- 村上和彦
- 義道会若頭：中野英雄
- 二代目大政組：清水宏次朗
- 小沢和義
- 二代目大政組：岡崎礼
- ゆーとぴあ・ピース
- 二代目大政組：大和武士
- 義道会会長 大田黒豊春：堀田眞三
- 二代目大政組二代目尾形組舎弟 倉嶋正吾：清水健太郎
- 二代目大政組：武蔵拳
- 二代目大政組∶伊吹剛

### スタッフ
- 監督：石原興
- 製作総指揮：村上和彦
- 営業総括：中島仁（GPミュージアム）
- 企画・制作：村上劇画プロ
- プロデューサー：山本ほうゆう、水野純一郎
- 脚本：石原興、村上和彦
- 撮影：藤原三郎
- 照明：林利夫
- 録音：広瀬浩一
- 題字：村上和彦
- 制作協力：松竹京都映画
- 製作・発売：「修羅の門」製作委員会
- 販売：GPミュージアムソフト

### ソフトリリース
VHS・DVD
| タイトル  | ジャケットコピー                                    | 発売日        |
| --------- | --------------------------------------------------- | ------------- |
| 修羅の門  | 義侠の刃、外道を断つ                                | 2005年1月25日 |
| 修羅の門2 | ‘‘極道’’とは、‘‘任侠’’とは、そして‘‘男’’とは───！？ | 2005年4月25日 |

## 木村一八版『極道の門』

### キャスト
- 二代目大政組尾形組若衆 村田龍治：木村一八
- 二代目大政組組長 鹿島剛介：下元史朗
- 二代目大政組若頭 赤垣組組長 赤垣常雄：御木裕（1・2）
- 築港 大浜組組長 大浜鶴吉：加納竜
- 義道会会長 太田黒豊春：野口雅弘（1・2・3）
- 二代目大政組幹部 倉嶋組組長 倉嶋正吾：飛野悟志
- 二代目大政組若頭補佐 飯倉組組長 飯倉権太：若松唯行
- 二代目大政組若頭補佐 矢田部組組長 矢田部政年：青波信仁
- 二代目大政組尾形組若衆 谷川五郎：黒石高大
- 二代目大政組幹部 菅原組組長 菅原徳光：宮下敬夫
- 媒酌人：村上和彦
- 大浜組若頭 根来組組長 根来達男：武蔵拳
- 龍泉寺の住職 藤村壮海：火野正平（1-5）
- 二代目大政組若頭補佐 尾形組組長 尾形敬三：宅麻伸（1） ※友情出演
- 大阪府警 浪速警察署 部長刑事 田所：石原和海
- 義道会若頭 安田組組長 安田銀蔵→安田銀海：赤松紘季
- 義道会若頭補佐 岩口組組長 岩口武士：上平瀬守
- 義道会若頭補佐 天道会会長 天道修平：中山峻
- 義道会若頭補佐 相馬組組長 相馬竜夫：SHU
- 大浜組若頭補佐 花沢組組長 花沢哲司：影野臣直
- 大阪地方裁判所 裁判長：松澤仁晶（1）
- 大浜組根来組幹部 北里優治：河本タダオ
- 二代目大政組二代目尾形組倉嶋組幹部 馬場健太郎：大山大介（4）
- 二代目大政組二代目尾形組倉嶋組幹部 梶谷信三：波岡一喜（4）
- 若き日の藤村壮海：本田広登（5）
- 神戸タカトラ組組長 タカオカトラキチ：佐藤蛾次郎（5）
- チョウコ(神戸タカトラ組組長の妻)：水谷ケイ（5）
- 大学生→二代目義道会会長 太田黒豊大(初代義道会会長太田黒豊春の実子)：小中文太（6・7）
- 新宿 東竜会片山組組長 片山大吾：大浦龍宇一（6・7）
- 新宿 東竜会片山組若頭 正岡四郎：庄司哲郎（6・7）
- 新宿 東竜会理事長 藤川組組長 藤川仙一：宮川浩明（6・7）
- 新宿 東竜会会長 鴨志田竜生：西岡徳馬（6・7）
- 新宿 東竜会組織委員長 佐々木組組長 佐々木寛治：片岡功（7）
- 新宿 東竜会理事長補佐 下田会会長 下田眞造：都築政道（7）
- 新宿 東竜会慶弔委員長 渡瀬組組長 渡瀬初雄：竹垣悟（7） ※友情出演
- 但馬の舎弟　館昌美（8）
- 初代築港大浜組幹部 但馬真悟：山口仁（8）

### スタッフ
- 監督：旭正嗣→金澤克次
- 製作：及川次雄（コンセプトフィルム）→アドバンス
- 営業統括：人見剛史（オールイン エンタテインメント）→草野拓郎（オールイン エンタテインメント）
- 企画：村上劇画プロ
- 制作総括：飛野悟志（ファイナルバロック）
- 原作・製作総指揮：村上和彦（「日本極道史番外編・極道の門」）
- プロデューサー：旭正嗣、大塚和雄→旭正嗣→田中慎太郎
- アソシエイトプロデューサー：菅井京子
- アシスタントプロデューサー：藤岡範子
- 脚本：村上和彦
- 撮影：田宮健彦→田宮健彦・小山田勝治→下元哲
- 録音：八王子太郎→池田知久
- 美術：中谷鴨宏→工藤美術
- 音楽：GDXakaSHU→長谷川久・天野恵
- 編集：目見田健→石井塁
- 助監督：能登秀美・神森仁斗（8）
- 音楽効果：丹雄二
- ラインプロデューサー：石井雅教
- 衣裳：宮田弘子→匂阪真人
- メイク：清水美穂、柿原由佳→清水美穂・松本智菜美・田中梨沙
- 監督助手：木村将人（1・2）水増奨太（3・4・5）
- 小道具：大島政幸
- 持ち道具担当：山口洸星
- ヘアメイク：つばきち
- 擬斗：玉寄兼一郎
- ガンエフェクト：芦野宏忠→浅生マサヒロ
- スチール：伊藤太→ヤスダヤスヒコ→板谷政彦
- 儀式指導：村上和彦
- 特別相談役：吉村藤夫
- 青梅現場総括責任者：吉村藤夫
- 仏事始動：水谷栄寛（8）
- 協力：村上劇画プロ、MRF村上ロイヤルファミリー、MRF芸能村上塾
- 衣裳協力：村上劇画プロ
- 着付協力：原愛子、おかみどり、内田智之、佐藤由佳（5）
- 着付け：佐倉萌、大野ひろみ、春木久美子、澁澤真美（8）
- 刺青画：摩周子
- 題字：村上和彦
- 衣裳協力：DEXI（8）
- 制作：村上劇画プロ
- 制作協力：ファイナルバロック

### ソフトリリース
DVD
| タイトル          | ジャケットコピー                                 | 発売日        |
| ----------------- | ------------------------------------------------ | ------------- |
| 極道の門          | その男、天に選ばれし極道の寵児。                 | 2018年1月25日 |
| 極道の門 第二部   | 大義に生きる男の無情─                            | 2018年3月25日 |
| 極道の門 第三部   | なし                                             | 2018年5月25日 |
| 極道の門 第四部   | なし                                             | 2018年7月25日 |
| 極道の門 第五部   | なし                                             | 2018年9月25日 |
| 極道の門 第六部   | 襲い掛かる因果応報─                              | 2020年2月25日 |
| 極道の門 第七部   | 侠たちの熱き心が疼く…                            | 2020年4月25日 |
| 極道の門 第八部   | 新たなる波乱の幕開け…                            | 2020年6月25日 |
| 極道の門 第九部   | 遂に不退転の先制攻撃が始まった！                 | 2024年12月4日 |
| 極道の門 第十部   | 抗争の裏に隠された─恐るべき真相が暴かれる！      | 2025年1月8日  |
| 極道の門 第十一部 | 何の因果か・・・又しても但馬組を襲う悲惨な運命！ | 2025年2月5日  |